# Racing Mechelen in het seizoen 2012/13
Hieronder vindt men de statistieken, de wedstrijden en de transfers van Racing Mechelen in het seizoen 2012/2013.
Racing Mechelen komt dit seizoen uit in Derde klasse A. 
De doelstelling van dit seizoen is  eindronde met eventuele promotie. Hierbij zijn  enkele gerichte aankopen gedaan zoals de verdedigers Kenny Laevaert en de reeds eerder bij racing spelende Sven Vandeput. voor het middenveld  de dribbelvaardige Megan laurent en in de aanval werd diepe spits Alex Fisher aangeworven.

## Spelers
| Nr.                                 | Nat.                                   | Naam              | Geboortedatum | Competitie | Competitie | Competitie | Competitie | Competitie | Competitie | Competitie | Competitie |         | Beker   | Beker   | Beker   | Beker   | Beker   | Beker   | Beker   | Beker   |         | Totaal  | Totaal  | Totaal  | Totaal  | Totaal  | Totaal  | Totaal  | Totaal  |         |         |         |         |         |         |         |         |
| Nr.                                 | Nat.                                   | Naam              | Geboortedatum | W          |            |            |            |            |            |            | Ass        | W       |         |         |         |         |         |         | Ass     | W       |         |         |         |         |         |         | Ass     |         |         |         |         |         |         |         |         |         |         |
| Keepers                             | Keepers                                | Keepers           | Keepers       | Keepers    | Keepers    | Keepers    | Keepers    | Keepers    | Keepers    | Keepers    | Keepers    | Keepers | Keepers | Keepers | Keepers | Keepers | Keepers | Keepers | Keepers | Keepers | Keepers | Keepers | Keepers | Keepers | Keepers | Keepers | Keepers | Keepers | Keepers | Keepers | Keepers | Keepers | Keepers | Keepers | Keepers | Keepers | Keepers |
| ----------------------------------- | -------------------------------------- | ----------------- | ------------- | ---------- | ---------- | ---------- | ---------- | ---------- | ---------- | ---------- | ---------- | ------- | ------- | ------- | ------- | ------- | ------- | ------- | ------- | ------- | ------- | ------- | ------- | ------- | ------- | ------- | ------- | ------- | ------- | ------- | ------- | ------- | ------- | ------- | ------- | ------- | ------- |
| 31                                  | Vlag van België                        | Loïc Tillens      | 31-07-1992    | 0          | 0          | 0          | 0          | 0          | 0          | 0          | 0          |         | 0       | 0       | 0       | 0       | 0       | 0       | 0       | 0       |         | 0       | 0       | 0       | 0       | 0       | 0       | 0       | 0       |         |         |         |         |         |         |         |         |
| 1                                   | Vlag van België                        | Griffin De Vroe   | 02-11-1984    | 2          | 0          | 0          | 0          | 0          | 0          | 0          | 0          |         | 0       | 0       | 0       | 0       | 0       | 0       | 0       | 0       |         | 0       | 0       | 0       | 0       | 0       | 0       | 0       | 0       |         |         |         |         |         |         |         |         |
| 17                                  | Vlag van België                        | Max Beeckmans     | 19-01-1990    | 0          | 0          | 0          | 0          | 0          | 0          | 0          | 0          |         | 0       | 0       | 0       | 0       | 0       | 0       | 0       | 0       |         | 0       | 0       | 0       | 0       | 0       | 0       | 0       | 0       |         |         |         |         |         |         |         |         |
| Verdedigers                         |                                        |                   |               |            |            |            |            |            |            |            |            |         |         |         |         |         |         |         |         |         |         |         |         |         |         |         |         |         |         |         |         |         |         |         |         |         |         |
| 25                                  | Vlag van België                        | Michaël Seminck   | 07-05-1985    | 2          | 0          | 0          | 0          | 0          | 0          | 0          | 0          |         | 0       | 0       | 0       | 0       | 0       | 0       | 0       | 0       |         | 0       | 0       | 0       | 0       | 0       | 0       | 0       | 0       |         |         |         |         |         |         |         |         |
| 2                                   | Vlag van België                        | Sven Vandeput     | 11-05-1979    | 2          | 0          | 0          | 0          | 0          | 0          | 0          | 0          |         | 0       | 0       | 0       | 0       | 0       | 0       | 0       | 0       |         | 0       | 0       | 0       | 0       | 0       | 0       | 0       | 0       |         |         |         |         |         |         |         |         |
| 3                                   | Vlag van België                        | Kenny Laevaert    | 17-04-1983    | 2          | 0          | 0          | 0          | 0          | 0          | 0          | 0          |         | 0       | 0       | 0       | 0       | 0       | 0       | 0       | 0       |         | 0       | 0       | 0       | 0       | 0       | 0       | 0       | 0       |         |         |         |         |         |         |         |         |
| 4                                   | Vlag van België · Vlag van Marokko     | Mourad Gloub      | 10-03-1984    | 0          | 0          | 0          | 0          | 0          | 0          | 0          | 0          |         | 0       | 0       | 0       | 0       | 0       | 0       | 0       | 0       |         | 0       | 0       | 0       | 0       | 0       | 0       | 0       | 0       |         |         |         |         |         |         |         |         |
| 27                                  | Vlag van België                        | Benoît Sotteau    | 27-05-1987    | 2          | 0          | 0          | 0          | 0          | 0          | 0          | 0          |         | 0       | 0       | 0       | 0       | 0       | 0       | 0       | 0       |         | 0       | 0       | 0       | 0       | 0       | 0       | 0       | 0       |         |         |         |         |         |         |         |         |
| 12                                  | Vlag van België                        | Emmanuel Spinelli | 21-03-1982    | 0          | 0          | 0          | 0          | 0          | 0          | 0          | 0          |         | 0       | 0       | 0       | 0       | 0       | 0       | 0       | 0       |         | 0       | 0       | 0       | 0       | 0       | 0       | 0       | 0       |         |         |         |         |         |         |         |         |
| Middenvelders                       |                                        |                   |               |            |            |            |            |            |            |            |            |         |         |         |         |         |         |         |         |         |         |         |         |         |         |         |         |         |         |         |         |         |         |         |         |         |         |
| 15                                  | Vlag van België                        | Michée Kalamba    | 06-02-1994    | 0          | 0          | 0          | 0          | 0          | 0          | 0          | 0          |         | 0       | 0       | 0       | 0       | 0       | 0       | 0       | 0       |         | 0       | 0       | 0       | 0       | 0       | 0       | 0       | 0       |         |         |         |         |         |         |         |         |
| 30                                  | Vlag van België                        | Gil Servaes       | 05-04-1989    | 2          | 0          | 0          | 0          | 0          | 0          | 0          | 0          |         | 0       | 0       | 0       | 0       | 0       | 0       | 0       | 0       |         | 0       | 0       | 0       | 0       | 0       | 0       | 0       | 0       |         |         |         |         |         |         |         |         |
| ?                                   | Vlag van Engeland                      | Fergus Bell       | 25-01-1991    | 0          | 0          | 0          | 0          | 0          | 0          | 0          | 0          |         | 0       | 0       | 0       | 0       | 0       | 0       | 0       | 0       |         | 0       | 0       | 0       | 0       | 0       | 0       | 0       | 0       |         |         |         |         |         |         |         |         |
| 11                                  | Vlag van België                        | Mégan Laurent     | 24-03-1992    | 2          | 0          | 0          | 0          | 0          | 0          | 0          | 0          |         | 0       | 0       | 0       | 0       | 0       | 0       | 0       | 0       |         | 0       | 0       | 0       | 0       | 0       | 0       | 0       | 0       |         |         |         |         |         |         |         |         |
| 24                                  | Vlag van België · Vlag van Marokko     | Mehdi Hadraoui    | 20-02-1988    | 1          | 0          | 0          | 0          | 0          | 0          | 0          | 0          |         | 0       | 0       | 0       | 0       | 0       | 0       | 0       | 0       |         | 0       | 0       | 0       | 0       | 0       | 0       | 0       | 0       |         |         |         |         |         |         |         |         |
| 8                                   | Vlag van België                        | Kevin Serville    | 29-06-1985    | 1          | 0          | 0          | 0          | 0          | 0          | 0          | 0          |         | 0       | 0       | 0       | 0       | 0       | 0       | 0       | 0       |         | 0       | 0       | 0       | 0       | 0       | 0       | 0       | 0       |         |         |         |         |         |         |         |         |
| 5                                   | Vlag van België                        | Bert Tuteleers    | 28-01-1986    | 0          | 0          | 0          | 0          | 0          | 0          | 0          | 0          |         | 0       | 0       | 0       | 0       | 0       | 0       | 0       | 0       |         | 0       | 0       | 0       | 0       | 0       | 0       | 0       | 0       |         |         |         |         |         |         |         |         |
| 13                                  | Vlag van België · Vlag van Marokko     | Rachid Hmouda     | 03-11-1985    | 2          | 0          | 0          | 0          | 0          | 0          | 0          | 0          |         | 0       | 0       | 0       | 0       | 0       | 0       | 0       | 0       |         | 0       | 0       | 0       | 0       | 0       | 0       | 0       | 0       |         |         |         |         |         |         |         |         |
| Aanvallers                          |                                        |                   |               |            |            |            |            |            |            |            |            |         |         |         |         |         |         |         |         |         |         |         |         |         |         |         |         |         |         |         |         |         |         |         |         |         |         |
| 18                                  | Vlag van België                        | Jessy Salut       | 19-05-1992    | 0          | 0          | 0          | 0          | 0          | 0          | 0          | 0          |         | 0       | 0       | 0       | 0       | 0       | 0       | 0       | 0       |         | 0       | 0       | 0       | 0       | 0       | 0       | 0       | 0       |         |         |         |         |         |         |         |         |
| 7                                   | Vlag van Suriname · Vlag van Nederland | Soeris Baidjoe    | 09-10-1981    | 0          | 0          | 0          | 0          | 0          | 0          | 0          | 0          |         | 0       | 0       | 0       | 0       | 0       | 0       | 0       | 0       |         | 0       | 0       | 0       | 0       | 0       | 0       | 0       | 0       |         |         |         |         |         |         |         |         |
| 19                                  | Vlag van Engeland                      | Alex Fisher       | 30-06-1990    | 2          | 0          | 0          | 0          | 0          | 0          | 0          | 0          |         | 0       | 0       | 0       | 0       | 0       | 0       | 0       | 0       |         | 0       | 0       | 0       | 0       | 0       | 0       | 0       | 0       |         |         |         |         |         |         |         |         |
| 10                                  | Vlag van België                        | Steve Desaegher   | 17-04-1981    | 1          | 0          | 0          | 0          | 0          | 0          | 0          | 0          |         | 0       | 0       | 0       | 0       | 0       | 0       | 0       | 0       |         | 0       | 0       | 0       | 0       | 0       | 0       | 0       | 0       |         |         |         |         |         |         |         |         |
| ?                                   | Vlag van Frankrijk                     | Hugues Ayivi      | 28-10-1986    | 0          | 0          | 0          | 0          | 0          | 0          | 0          | 0          |         | 0       | 0       | 0       | 0       | 0       | 0       | 0       | 0       |         | 0       | 0       | 0       | 0       | 0       | 0       | 0       | 0       |         |         |         |         |         |         |         |         |
| 9                                   | Vlag van België                        | Kevin Spreutels   | 13-06-1986    | 2          | 0          | 0          | 0          | 0          | 0          | 0          | 0          |         | 0       | 0       | 0       | 0       | 0       | 0       | 0       | 0       |         | 0       | 0       | 0       | 0       | 0       | 0       | 0       | 0       |         |         |         |         |         |         |         |         |
| Bijgewerkt tot en met 27 juni 2012. |                                        |                   |               |            |            |            |            |            |            |            |            |         |         |         |         |         |         |         |         |         |         |         |         |         |         |         |         |         |         |         |         |         |         |         |         |         |         |

### Analyse selectie
| Nationaliteit    | Vlag van Nederland | Vlag van België | Vlag van Frankrijk | Vlag van Engeland | Vlag van Marokko | Vlag van Suriname | Totaal spelers |
| ---------------- | ------------------ | --------------- | ------------------ | ----------------- | ---------------- | ----------------- | -------------- |
| Selectie spelers | 1                  | 18              | 1                  | 2                 | 3                | 1                 | 21             |
| Eigen jeugd      |                    | 2               |                    |                   |                  | -                 | 2              |

## Transfers

### Zomertransfers

#### Inkomende transfers
| Naam                     | Positie             | Nationaliteit       | Contract tot        | Komt van                      |
| Inkomende transfers      | Inkomende transfers | Inkomende transfers | Inkomende transfers | Inkomende transfers           |
| ------------------------ | ------------------- | ------------------- | ------------------- | ----------------------------- |
| Griffin De Vroe          | Doelman             | België              | 2013                | Standaard Wetteren            |
| Loïc Tillens             | Doelman             | België              | 2013                | SC Wolvertem                  |
| Max Beeckmans            | Doelman             | België              | 2013                | KFC Sporting Sint-Gillis-Waas |
| Sven Vandeput            | Verdediger          | België              | 2013                | KSK Heist                     |
| Kenny Laevaert           | Verdediger          | België              | 2013                | KVK Tienen                    |
| Gil Servaes              | Middenvelder        | België              | 2013                | WS Woluwe                     |
| Mehdi Hadraoui           | Middenvelder        | België Marokko      | 2014                | Boussu Dour Borinage          |
| Benoît Sotteau           | Middenvelder        | België              | 2013                | Géants Athois                 |
| Micheé Kalamba           | Middenvelder        | België              | 2013                | Lierse SK                     |
| Megan laurent            | Middenvelder        | België              | 2013                | RAEC Mons                     |
| Souris Badjoe            | Aanvaller           | Nederland Suriname  | 2013                | Patro Eisden Maasmechelen     |
| Alex Fisher              | Aanvaller           | Engeland            | 2013                | KVK Tienen                    |
| Gehuurd                  |                     |                     |                     |                               |
| Terug na uitleenbeurt    |                     |                     |                     |                               |
| Doorstroming naar A-kern |                     |                     |                     |                               |
| Jessy salut              | Aanvaller           | België              |                     |                               |
| Hassan Achaoui           | Aanvaller           | België Marokko      |                     |                               |
| Fergus Bell              | Middenvelder        | Schotland           | 2013                | Jerez Industrial CF           |
| Contractverlenging       |                     |                     |                     |                               |
| Kevin Serville           | Middenvelder        | België              | 2013                |                               |
| Bert Tuteleers           | Middenvelder        | België              | 2013                |                               |
| Rachid Hmouda            | Middenvelder        | België Marokko      | 2013                |                               |
| Kevin Spreutels          | Aanvaller           | België              | 2013                |                               |
| Michaël Seminck          | Verdediger          | België              | 2013                |                               |
| Mourad Gloub             | Verdediger          | België Marokko      | 2013                |                               |
| Steve Desaegher          | Aanvaller           | België              | 2013                |                               |

#### Uitgaande transfers zomer
| Naam              | Positie      | Nationaliteit | Contract tot | Gaat naar              |
| ----------------- | ------------ | ------------- | ------------ | ---------------------- |
| Thomas Weydisch   | Middenvelder | België        |              | VC Eendracht Aalst     |
| Sander Kevelaerts | Doelman      | België        |              | KV Turnhout            |
| Stephan Vandorpe  | Middenvelder | België        |              | Diegem Sport           |
| Reindert Berger   | Verdediger   | België        |              | K. Esperanza Neerpelt  |
| Gérard Lifondja   | Aanvaller    | België        |              | K. Olympia SC Wijgmaal |
| Ruben Janssen     | Verdediger   | België        |              | Excelsior Veldwezelt   |
| Yassin Bouchaouni | Verdediger   | België        |              | SV Temse               |
| Pieter Beckers    | Middenvelder | België        |              | KSV Bornem             |
| Philippe De Smet  | Middenvelder | België        |              | KFC Duffel             |
| Jo Engelborghs    | Doelman      | België        |              | stopt                  |
| Sadio Ba          | Trainer      | België        |              | Woluwe-Zaventem        |
| Verhuurd          |              |               |              |                        |

#### Uitgaande transfers winter
| Naam                       | Positie                    | Nationaliteit              | Contract tot               | Gaat naar                            |
| Uitgaande transfers winter | Uitgaande transfers winter | Uitgaande transfers winter | Uitgaande transfers winter | Uitgaande transfers winter           |
| -------------------------- | -------------------------- | -------------------------- | -------------------------- | ------------------------------------ |
| Benoit Sotteau             | Middenvelder               | België                     |                            | Union Saint-Ghislain Tertre-Hautrage |
| Inkomende transfers winter |                            |                            |                            |                                      |
| Hugues Ayivi               | Aanvaller                  | Frankrijk                  |                            | Red Star Paris                       |

## Technische staf 2013/2014
| Nr.   | Nat.            | Naam               | Functie          | Vorige club           |
| ----- | --------------- | ------------------ | ---------------- | --------------------- |
| T1    | Vlag van België | Thierry Pister     | Hoofdtrainer     | UR La Louvière Centre |
| T2    | Vlag van België | Marc Ghijs         | Hulptrainer      | Rapid Leest           |
| KT/T3 | Vlag van België | Jos Vermeeren      | Keepertrainer    |                       |
| KI    | Vlag van België | Jo Engelborghs     | Kinesist         |                       |
| Af    | Vlag van België | Geert Van Evelghem | Afgevaardigde    |                       |
| Af    | Vlag van België | Albert verstraeten | Materiaalmeester |                       |
| Af    | Vlag van België | Louis Verstraeten  | Materiaalmeester |                       |
| A     | Vlag van België | Manfred Guerre     | Clubarts         |                       |
| SM    | Vlag van België | Raoul Peeters      | Sportief manager | KFCO Wilrijk          |
| K1    | Vlag van België | Herwig Vergucht    | Kinesist         |                       |

## Bestuursraad 2012/2013
|  | Functie                 | Nationaliteit   | Naam           | Functie                           | Nationaliteit   | Naam                           |
|  | ----------------------- | --------------- | -------------- | --------------------------------- | --------------- | ------------------------------ |
|  | Voorzitter              | Vlag van België | Frank Dietens  | Ondervoorzitter                   | Vlag van België | André Verelst                  |
|  | Penningmeester          | Vlag van België | Bart Pepermans | Secretaris & Wedstrijdorganisatie | Vlag van België | Géry Jacobs                    |
|  | Verantw. financiële cel |                 | Nail Kurum     | Verantw commerciële cel           | Vlag van België | Erwin Meys en Adriano Currenti |

## Wedstrijden

### Voorbereiding - oefenwedstrijden
|                |          |     | |  |
| 15/07/12 17:00 | FC Walem | 1-9 | KRC Mechelen |  |
| 15/07/12 17:00 | ?' ??    |     | ?' Megan Laurent ?' Steve Desaegher ?' Steve Desaegher ?' Hassan Achaoui ?' Bert Tutteleers ?' Kevin Spreutels ?' Kevin Spreutels |  |

|                |              |                                                             |              |  |
| 20-07-12 18:00 | GR Katelijne | 0-3                                                         | KRC Mechelen |  |
| 20-07-12 18:00 |              | 10' Megan Laurent 60' Michael Semminck 86' Michael Semminck |              |  |

|                |                                         |     |                                |  |
| 21-07-12 19:30 | KRC Mechelen                            | 2-2 | KVC Westerlo                   |  |
| 21-07-12 19:30 | 15' Steve Desaegher 50' Kevin Spreutels |     | 25' Alex Ficher ?' Alex Ficher |  |

|                |                     |     |                    |  |
| 26-07-12 19:00 | FC Duffel           | 4-1 | KRC Mechelen       |  |
| 26-07-12 19:00 | ?' ? ?' ? ?' ? ?' ? |     | ?' Steve Desaegher |  |

|                |           |     |              |  |
| 28-07-12 18:00 | WS Woluwe | 0-0 | KRC Mechelen |  |
| 28-07-12 18:00 |           |     |              |  |

|                |                                                     |     |               |  |
| 01-08-12 19:00 | KRC Mechelen                                        | 4-0 | Londerzeel SK |  |
| 01-08-12 19:00 | ?' Steve Desaegher ?' Alex Fisher ?' Hassan Achaoui |     |               |  |

|                |                                                  |     |                      |  |
| 04-08-12 19:00 | KV Oostende                                      | 2-1 | KRC Mechelen         |  |
| 04-08-12 19:00 | 19' Jamaïque Vandamme 82' ? Dissa 51' Brouckaert |     | 29' Michael Semminck |  |

|                |           |                                                       |              |  |
| 08-08-12 18:00 | KSK Heist | 1-3                                                   | KRC Mechelen |  |
| 08-08-12 18:00 |           | 47' Alex Fisher 49' Alex Fisher 57' Gil Servaes (pen) |              |  |

### Derde klasse 2012-13
|                                   |                                                       |                  |             |                                                                           |
| 15 augustus 2012 15:00 speeldag 1 | Racing Mechelen                                       | 3 - 0            | KSK Ronse   | Oscar Vankesbeeckstadion Toeschouwers: 1.000 Scheidsrechter: Ben Mesotten |
| 15 augustus 2012 15:00 speeldag 1 | 54' Alex Fisher 89' Alex Fisher 90+1' Steve Desaegher | Wedstrijdverslag | 57 Palmieri | Oscar Vankesbeeckstadion Toeschouwers: 1.000 Scheidsrechter: Ben Mesotten |

|                                   |                                                                                      |                  |                                         |                                                                            |
| 22 augustus 2012 20:00 speeldag 2 | Rupel Boom FC                                                                        | 3 - 2            | Racing Mechelen                         | Gemeentelijk Parkstadion Toeschouwers: 2.100 Scheidsrechter: Miguel Garcia |
| 22 augustus 2012 20:00 speeldag 2 | 12' Karel Mertens 58' Serkan Kocaslan 81' Dries Ventose 90' Nick Van Der Westerlaken | Wedstrijdverslag | 15' Kevin Spreutels 40' Kevin Spreutels | Gemeentelijk Parkstadion Toeschouwers: 2.100 Scheidsrechter: Miguel Garcia |

|                                   |                                                      |                  |                                                      |                                                                           |
| 29 augustus 2012 20:00 speeldag 3 | Racing Mechelen                                      | 3 - 2            | KFC Izegem                                           | Oscar Vankesbeeckstadion Toeschouwers: 1.000 Scheidsrechter: Kenny Snoeck |
| 29 augustus 2012 20:00 speeldag 3 | 21' Kevin Serville 63' Rachid Hmouda 82' Alex Fisher | Wedstrijdverslag | 33' Brecht Vervaeke 67' Boualem Merrir 90' Tom Coghe | Oscar Vankesbeeckstadion Toeschouwers: 1.000 Scheidsrechter: Kenny Snoeck |

|                                   |            |                  |                   |                                                                   |
| 1 september 2012 19:30 speeldag 4 | KM Torhout | 0 - 0            | Racing Mechelen   | De Velodroom Toeschouwers: 600 Scheidsrechter: Bram Van Driessche |
| 1 september 2012 19:30 speeldag 4 |            | Wedstrijdverslag | 61' Rachid Hmouda | De Velodroom Toeschouwers: 600 Scheidsrechter: Bram Van Driessche |

|                                   |                                                          |                  |                         |                                                                          |
| 8 september 2012 20:00 speeldag 5 | Racing Mechelen                                          | 3-1              | KMSK Deinze             | Oscar Vankesbeeckstadion Toeschouwers: 1.200 Scheidsrechter: Gerd Bylois |
| 8 september 2012 20:00 speeldag 5 | 65' Megan Laurent 77' Steve Desaegher 80' Bert Tuteleers | Wedstrijdverslag | 3' Jean-Paul Kielo-Lezi | Oscar Vankesbeeckstadion Toeschouwers: 1.200 Scheidsrechter: Gerd Bylois |

|                                    |               |                  |                     |                                                                        |
| 12 september 2012 18:00 speeldag 6 | Berchem Sport | 0 - 1            | Racing Mechelen     | Ludo Coeckstadion Toeschouwers: 2.000 Scheidsrechter: Nathan Verboomen |
| 12 september 2012 18:00 speeldag 6 |               | Wedstrijdverslag | 50' Kevin Spreutels | Ludo Coeckstadion Toeschouwers: 2.000 Scheidsrechter: Nathan Verboomen |

|                                    |                                   |                  |                                            |                                                                             |
| 15 september 2012 20:00 speeldag 7 | Racing Mechelen                   | 2 - 2            | Standaard Wetteren                         | Oscar Vankesbeeckstadion Toeschouwers: 1.000 Scheidsrechter: Karim Saadouni |
| 15 september 2012 20:00 speeldag 7 | 1' Bert Tuteleers 25' Alex Fisher | Wedstrijdverslag | 7' Thomas Van Der Haegen 65' Niels Elewaut | Oscar Vankesbeeckstadion Toeschouwers: 1.000 Scheidsrechter: Karim Saadouni |

|                                    |                  |       |                 |                                                                           |
| 23 september 2012 15:00 speeldag 8 | VW Hamme         | 0 - 0 | Racing Mechelen | Gemeentelijk Stadion Toeschouwers: 1.500 Scheidsrechter: Jurgen Brinckman |
| 23 september 2012 15:00 speeldag 8 | Wedstrijdverslag |       |                 | Gemeentelijk Stadion Toeschouwers: 1.500 Scheidsrechter: Jurgen Brinckman |

|                                     |                                           |                  |                                                            |                                                                                 |
| 29 september 2012 20.00u speeldag 9 | Racing Mechelen                           | 2 - 3            | Hoogstraten VV                                             | Oscar Vankesbeeckstadion Toeschouwers: 1.100 Scheidsrechter: Denis Vanbecelaere |
| 29 september 2012 20.00u speeldag 9 | 82' Rachid Hmouda 86' Rachid Hmouda (pen) | Wedstrijdverslag | 32' Michiel Lanslots 42' Ruben Tilburgs 80' Dirk Mathyssen | Oscar Vankesbeeckstadion Toeschouwers: 1.100 Scheidsrechter: Denis Vanbecelaere |

|                                  |                   |                  |                  |                                                              |
| 7 oktober 2012 15:00 speeldag 10 | Olsa Brakel       | 0 - 1            | Racing Mechelen  | Olsa Stadion Toeschouwers: 600 Scheidsrechter: Bart Zeebroek |
| 7 oktober 2012 15:00 speeldag 10 | 65' Ouissem Zarti | Wedstrijdverslag | 9' Rachid Hmouda | Olsa Stadion Toeschouwers: 600 Scheidsrechter: Bart Zeebroek |

|                                   |                 |                  |                     |                                                                                 |
| 13 oktober 2012 20:00 speeldag 11 | Racing Mechelen | 0 - 0            | KV Turnhout         | Oscar Vankesbeeckstadion Toeschouwers: 1.500 Scheidsrechter: Bram Van Driessche |
| 13 oktober 2012 20:00 speeldag 11 |                 | Wedstrijdverslag | 74' Dennis Eyckmans | Oscar Vankesbeeckstadion Toeschouwers: 1.500 Scheidsrechter: Bram Van Driessche |

|                                   |                             |                  |                                  |                                                                         |
| 20 oktober 2012 20:00 speeldag 12 | Verbroedering Geel-Meerhout | 0 - 2            | Racing Mechelen                  | Leunenstadion Toeschouwers: 1.000 Scheidsrechter: Carlos Alho-Guerreiro |
| 20 oktober 2012 20:00 speeldag 12 | 88' Kenneth Kerckhofs       | Wedstrijdverslag | 9' Rachid Hmouda 68' Alex Fisher | Leunenstadion Toeschouwers: 1.000 Scheidsrechter: Carlos Alho-Guerreiro |

|                                   |                                                               |                  |                                                                                                |                                                                                |
| 27 oktober 2012 20:00 speeldag 13 | Racing Mechelen                                               | 2 - 3            | KSV Temse                                                                                      | Oscar Vankesbeeckstadion Toeschouwers: 1.000 Scheidsrechter: François Baltieri |
| 27 oktober 2012 20:00 speeldag 13 | 45' Alex Fisher (pen) 74' Benoît Sotteau 87' Alex Fisher(pen) | Wedstrijdverslag | 7' Onyeka Onwuekelu 22' Tim Renier (pen) 41' Onyeka Onwuekelu 44' Tim Renier 76' Niels Ringoot | Oscar Vankesbeeckstadion Toeschouwers: 1.000 Scheidsrechter: François Baltieri |

|                                   |                                            |                  |                                      |                                                                        |
| 4 november 2012 14:30 speeldag 14 | KVV Coxyde                                 | 1 - 1            | Racing Mechelen                      | Henri Houtsaegerstadion Toeschouwers: 800 Scheidsrechter: Kenny Snoeck |
| 4 november 2012 14:30 speeldag 14 | 62' Mohamed Konaté 85' Sylvain Atanga Bela | Wedstrijdverslag | 69' Rachid Hmouda 44' Kevin Serville | Henri Houtsaegerstadion Toeschouwers: 800 Scheidsrechter: Kenny Snoeck |

|                                    |                                                           |                  |                   |                                                                                  |
| 17 november 2012 20:00 speeldag 15 | Racing Mechelen                                           | 3 - 1            | Racing Waregem    | Oscar Vankesbeeckstadion Toeschouwers: 1.300 Scheidsrechter: Dimitri Bouckeljoen |
| 17 november 2012 20:00 speeldag 15 | 57' Bert Tuteleers 66' Bert Tuteleers 88' Steve Desaegher | Wedstrijdverslag | 4' Kristof Dupont | Oscar Vankesbeeckstadion Toeschouwers: 1.300 Scheidsrechter: Dimitri Bouckeljoen |

|                                    |                                          |                  |                                       |                                                                             |
| 25 november 2012 15:00 speeldag 16 | Cappellen FC                             | 2 - 2            | Racing Mechelen                       | Jos Van Wellenstadion Toeschouwers: 900 Scheidsrechter: Pieter Vandermeulen |
| 25 november 2012 15:00 speeldag 16 | 40' Senne Vanderheyden 75' Wesley Geuens | Wedstrijdverslag | 70' Steve Desaegher 84' Rachid Hmouda | Jos Van Wellenstadion Toeschouwers: 900 Scheidsrechter: Pieter Vandermeulen |

|                                   |                    |                  |                 |                                                                                     |
| 1 december 2012 20:00 speeldag 17 | Racing Mechelen    | 1 - 0            | KSV Bornem      | Oscar Vankesbeeckstadion Toeschouwers: 1.300 Scheidsrechter: Christophe De Marneffe |
| 1 december 2012 20:00 speeldag 17 | 59' Bert Tuteleers | Wedstrijdverslag | 52' Kevin Geets | Oscar Vankesbeeckstadion Toeschouwers: 1.300 Scheidsrechter: Christophe De Marneffe |

|                                    |                  |       |                 |                       |
| 13 februari 2013 20:00 speeldag 18 | KSK Ronse        | 0 - 0 | Racing Mechelen | Orphale Cruckestadion |
| 13 februari 2013 20:00 speeldag 18 | Wedstrijdverslag |       |                 | Orphale Cruckestadion |

|                                    |                                                        |                  |                  |                                                                              |
| 15 december 2012 20:00 speeldag 19 | Racing Mechelen                                        | 2 - 1            | Rupel Boom FC    | Oscar Vankesbeeckstadion Toeschouwers: 1.300 Scheidsrechter: Stéphane Gelton |
| 15 december 2012 20:00 speeldag 19 | 58' Agitino Pellegriti (own) 63' Kevin Spreutels (pen) | Wedstrijdverslag | 3' Dries Ventose | Oscar Vankesbeeckstadion Toeschouwers: 1.300 Scheidsrechter: Stéphane Gelton |

|                                    |                      |                  |                                     |                                                                             |
| 23 december 2012 14:30 speeldag 20 | KFC Izegem           | 1 - 2            | Racing Mechelen                     | Stedelijk Sportstadion Toeschouwers: 1.000 Scheidsrechter: Mario Van Lommel |
| 23 december 2012 14:30 speeldag 20 | 70' Aboubacar Fofana | Wedstrijdverslag | 22' Jessy Salut 90+2' Rachid Hmouda | Stedelijk Sportstadion Toeschouwers: 1.000 Scheidsrechter: Mario Van Lommel |

|                                   |                    |                  |            |                                                                              |
| 12 januari 2013 20:00 speeldag 21 | Racing Mechelen    | 1 - 0            | KM Torhout | Oscar Vankesbeeckstadion Toeschouwers: 1.200 Scheidsrechter: Lawrence Visser |
| 12 januari 2013 20:00 speeldag 21 | 73' Bert Tuteleers | Wedstrijdverslag |            | Oscar Vankesbeeckstadion Toeschouwers: 1.200 Scheidsrechter: Lawrence Visser |

|                                    |                  |       |                 |                                  |
| 24 februari 2013 14:30 speeldag 22 | KMSK Deinze      | 0 - 0 | Racing Mechelen | Burgemeester Van de Wielestadion |
| 24 februari 2013 14:30 speeldag 22 | Wedstrijdverslag |       |                 | Burgemeester Van de Wielestadion |

|                                   |                                       |                  |               |                                             |
| 2 februari 2013 20:00 speeldag 23 | Racing Mechelen                       | 2 - 1            | Berchem Sport | Oscar Vankesbeeckstadion Toeschouwers: 2000 |
| 2 februari 2013 20:00 speeldag 23 | 13' Michaël Seminck 43' Megan Laurent | Wedstrijdverslag | 87' ?         | Oscar Vankesbeeckstadion Toeschouwers: 2000 |

### Beker van België 2012-13
|                                 | |                  |                 |                                                                            |
| 12 augustus 2012 16:00 3e ronde | Racing Mechelen | 6 - 1            | KVK Beringen    | Oscar Vankesbeeckstadion Toeschouwers: 500 Scheidsrechter: Lawrence Visser |
| 12 augustus 2012 16:00 3e ronde | 19' Megan Laurent 23' Steve Desaegher 40' Kevin Spreutels 57' Kevin Spreutels 70' Bert Tuteleers 78' Gil Servaes (pen) | Wedstrijdverslag | 23' Jan Vavedin | Oscar Vankesbeeckstadion Toeschouwers: 500 Scheidsrechter: Lawrence Visser |

|                                 |                 |                  |                       |                                                              |
| 19 augustus 2012 16:00 4e ronde | Racing Mechelen | 0 - 1            | KSC Grimbergen        | Oscar Vankesbeeckstadion Toeschouwers: 700 Scheidsrechter: ? |
| 19 augustus 2012 16:00 4e ronde |                 | Wedstrijdverslag | 30' Olivier Claessens | Oscar Vankesbeeckstadion Toeschouwers: 700 Scheidsrechter: ? |

## Rangschikkingen

### Topschutters
| 19                                      | Vlag van Engeland                  | Alex Fisher     | 4  | 7  | 0 | 11 |
| 10                                      | Vlag van België                    | Steve Desaegher | 6  | 4  | 1 | 11 |
| 9                                       | Vlag van België                    | Kevin Spreutels | 3  | 4  | 2 | 9  |
| 13                                      | Vlag van België · Vlag van Marokko | Rachid Hmouda   | 0  | 8  | 0 | 8  |
| 5                                       | Vlag van België                    | Bert Tuteleers  | 1  | 5  | 1 | 7  |
| 11                                      | Vlag van België                    | Megan Laurent   | 3  | 2  | 1 | 6  |
| 25                                      | Vlag van België                    | Michaël Seminck | 3  | 1  | 0 | 4  |
| 30                                      | Vlag van België                    | Gill Servaes    | 1  | 0  | 1 | 2  |
| 14                                      | Vlag van België · Vlag van Marokko | Hassan Achaoui  | 2  | 0  | 0 | 2  |
| 8                                       | Vlag van België                    | Kevin Serville  | 0  | 1  | 0 | 1  |
| 18                                      | Vlag van België                    | Jessy Salut     | 0  | 1  | 0 | 1  |
|                                         |                                    | own-goal        | 0  | 1  | 0 | 1  |
| Totaal:                                 | Totaal:                            | Totaal:         | 23 | 32 | 6 | 61 |
| Bijgewerkt tot en met 25 december 2012. |                                    |                 |    |    |   |    |

## Statistieken

### Overzicht
| Speeldag  | 1 | 2 | 3 | 4 | 5  | 6  | 7  | 8  | 9  | 10 | 11 | 12 | 13 | 14 | 15 | 16 | 17 | 19 | 20 | 21 | 23 | 24 | 25 | 18 | 26 | 27 | 28 | 29 | 22 | 30 | 31 | 32 | 33 | 34 |
| --------- | - | - | - | - | -- | -- | -- | -- | -- | -- | -- | -- | -- | -- | -- | -- | -- | -- | -- | -- | -- | -- | -- | -- | -- | -- | -- | -- | -- | -- | -- | -- | -- | -- |
| Resultaat | w | v | w | g | w  | w  | g  | g  | v  | w  | g  | w  | v  | g  | w  | g  | w  | w  | w  | w  | w  | w  | w  | w  | w  | g  | v  | g  | v  | w  | g  | w  | v  | g  |
| Punten    | 3 | 3 | 6 | 7 | 10 | 13 | 14 | 15 | 15 | 18 | 19 | 22 | 22 | 23 | 26 | 27 | 30 | 33 | 36 | 39 | 42 | 45 | 48 | 51 | 54 | 55 | 55 | 56 | 56 | 59 | 60 | 63 | 63 | 64 |
| Positie   | 3 | 7 | 4 | 4 | 2  | 2  | 5  | 5  | 6  | 4  | 4  | 4  | 5  | 5  | 3  | 4  | 3  | 3  | 2  | 3  | 2  | 2  | 2  | 1  | 1  | 1  | 1  | 2  | 2  | 2  | 2  | 2  | 2  | 2  |

2009/10 · 2010/11 · 2011/12 · 2012/13 · 2013/14 · 2014/15